# Sobrance
Sobrance (allemand : Zobrantz, hongrois : Szobránc) est une ville de la région de Košice, en Slovaquie, dans l'ancien comitat hongrois de Zemplín.

## Histoire
Des fouilles archéologiques font remonter l'occupation du site au néolithique.
La première mention écrite de la ville date de 1344 sous le nom de Vasaros Tyba.
Le statut de ville lui a été conféré en 1351. Durant la Première République tchécoslovaque et depuis 1966, Sobrance est un chef-lieu de district. Durant la seconde Guerre mondiale, de 1939 à 1944, la ville fut occupée et annexée par la Hongrie. La ville et les environs furent fort endommagée pendant le conflit.

## Démographie

### Évolution de la population
| Année:               | 1994. | 2004.   | 2014.   | 2024.   |
| -------------------- | ----- | ------- | ------- | ------- |
| Nombre de personnes: | 6188  | 6296    | 5981    | 5789    |
| Différence:          |       | +1,74 % | -5,00 % | -3,21 % |

| Année:               | 2023. | 2024.   |
| -------------------- | ----- | ------- |
| Nombre de personnes: | 5827  | 5789    |
| Différence:          |       | -0,65 % |

## Patrimoine
On peut visiter à Sobrance un musée consacré à la guitare (Musée Ján Ferka). On peut y admirer plus de 200 guitares dont une appartenait à l'ex-Beatles George Harrison, au début de sa carrière musicale.

## Politique
| Nom           | Parti politique         | Date de l'élection | Fin du mandat |
| ------------- | ----------------------- | ------------------ | ------------- |
| Štefan Staško | Candidat indépendant    | 02.12.2006         | ?             |
| Pavol Džurina | ĽS-HZDS,SNS,KDH,SDKÚ-DS | 21.06.2008         | Déc. 2010     |

## Ville jumelée
- Lubaczów (Pologne)